# Catocala jessica
Catocala jessica là một loài bướm đêm thuộc họ Erebidae. Nó được tìm thấy ở Arizona tới California.
Con trưởng thành bay từ tháng 6 đến tháng 8. Có thể có một lứa một năm.
Ấu trùng ăn Populus và Salix.

## Hình ảnh

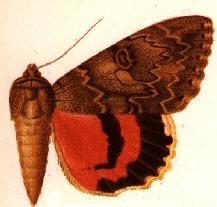